# Human Weapon
Human Weapon is een televisieserie over vechtsporten die sinds 2007 uitgezonden wordt op History. Mixed Martial Arts-vechter Jason Chambers en voormalig National Football League-speler Bill Duff bezoeken hierin voor iedere aflevering beoefenaars van een andere plaatselijk grote vechtsport ergens in de wereld.
Gedurende de aflevering wordt aan de hand van praktijkdemonstraties en computerbeelden uitgelegd hoe iedere sport werkt, in welke variaties die bestaat en hoeveel schade er met verschillende technieken kan worden aangericht en waarom dat lichamelijk gezien zo is. Na allebei een week meegetraind te hebben met en geleerd te hebben over de betreffende vechtsport, neemt óf Chambers óf Duff het aan het eind van elke aflevering op tegen een vertegenwoordiger daarvan.

## Afleveringen
Chambers en Duff hebben onder meer al afleveringen gewijd aan:
- Muay Thai in Thailand
- Eskrima op de Filipijnen
- Karate in Okinawa
- Savate in Frankrijk
- Judo in Japan
- Pankration in Griekenland
- Krav maga in Israël

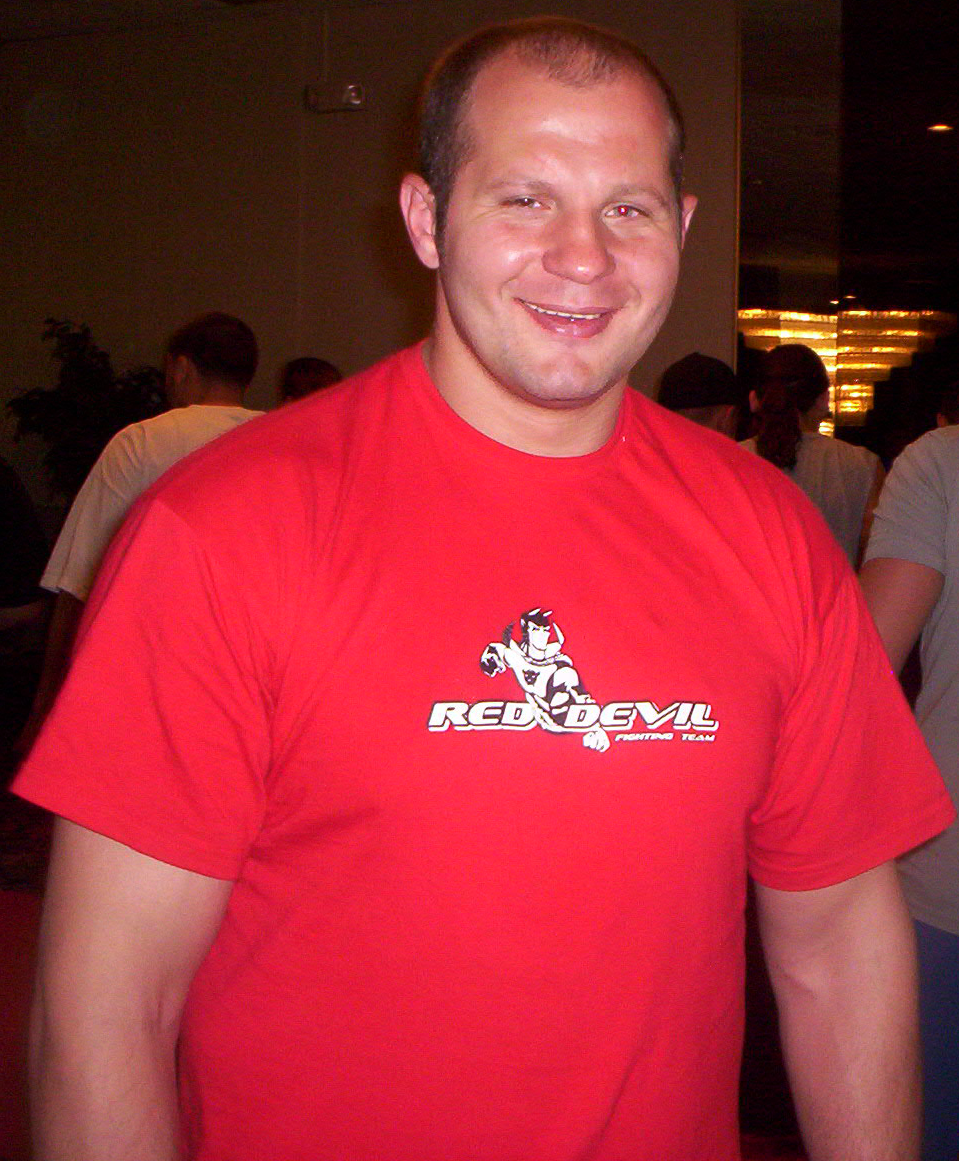
Sambo-expert Fjodor Jemeljanenko.

- Marine Corps Martial Arts in de Verenigde Staten
- Mixed Martial Arts in de Verenigde Staten
- Kungfu (Sanda) in China
- Sambo in Rusland
- Pradal Serey in Cambodja
- Pencak Silat in Maleisië
- Ninjutsu in Japan
- Taekwondo in Zuid-Korea